# Murdoch University
Murdoch University (Uniwersytet Murdocha) – australijska państwowa uczelnia z siedzibą w Perth.
Rozpoczęła działalność w 1975 roku (decyzja o jej utworzeniu zapadła dwa lata wcześniej), jako drugi uniwersytet w stanie Australia Zachodnia. Jej patronem jest Walter Murdoch, australijski anglista i eseista, uważany za osobę niezwykle zasłużoną dla środowisk akademickich w tej części Australii. Uniwersytet kształci ok. 12,5 tysiąca studentów, w tym około 4/5 na studiach licencjackich. Zatrudnia ok. 1300 pracowników naukowych.

## Struktura
Uczelnia dzieli się na sześć wydziałów:
- Wydział Sztuk i Edukacji
- Wydział Kreatywnych Technologii i Mediów
- Wydział Nauk o Zdrowiu
- Wydział Prawa i Biznesu
- Wydział Minerałów i Energii
- Wydział Zrównoważonego Rozwoju, Nauk o Środowisku i Życiu

## Galeria

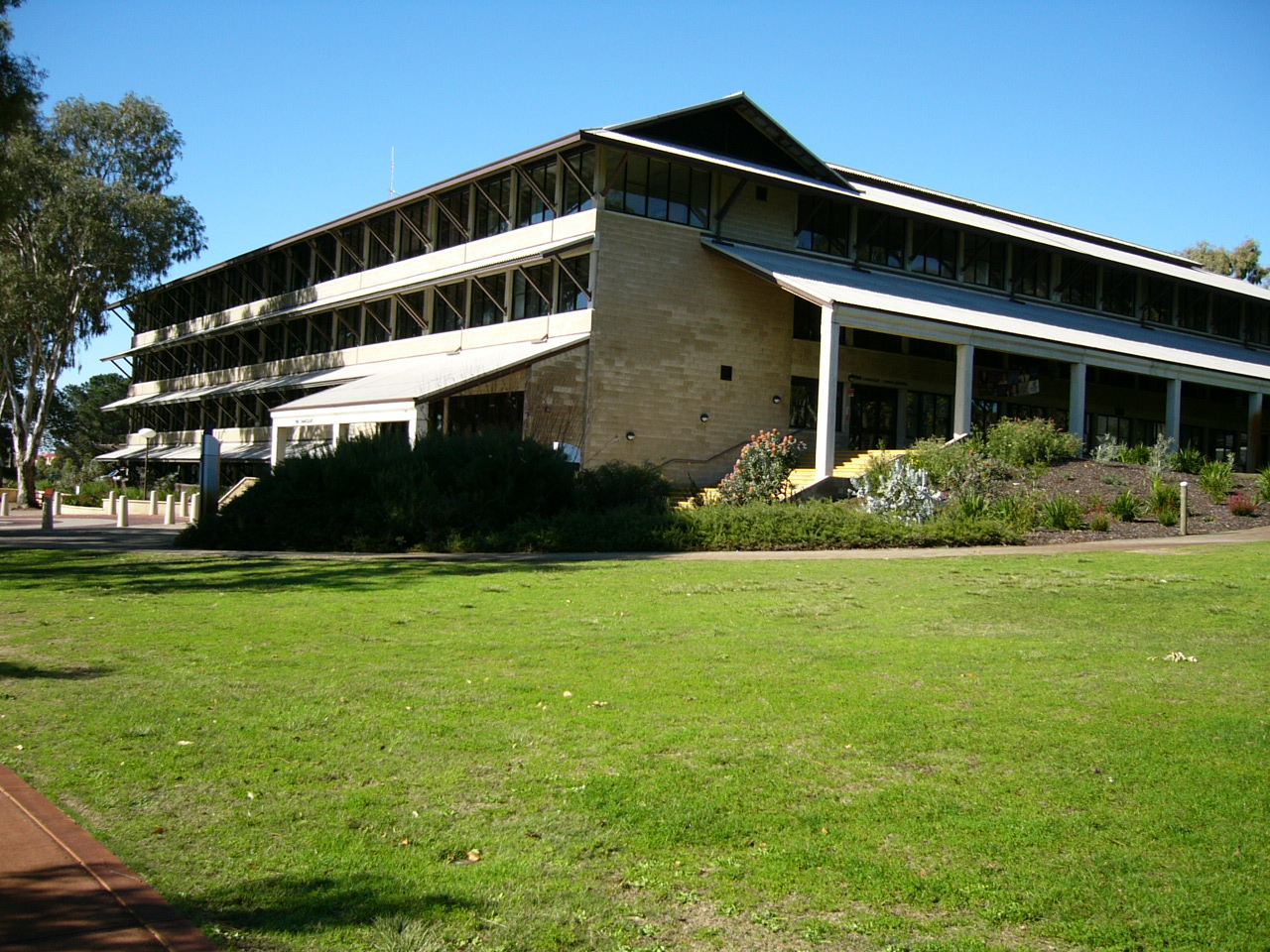
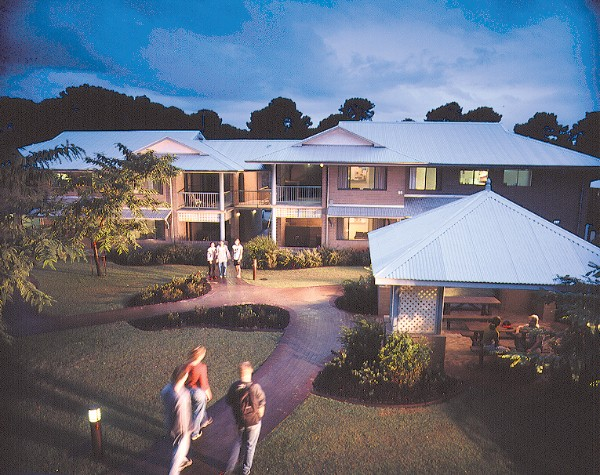